# Janiralata ochoensis
Janiralata ochoensis är en kräftdjursart som beskrevs av Oleg Grigor'evich Kussakin1962. Janiralata ochoensis ingår i släktet Janiralata och familjen Janiridae. Inga underarter finns listade i Catalogue of Life.